# 圖利亞拉省
圖利亞拉省（法語：Toliara）是馬達加斯加的一個省，位於西南部沿海，面臨莫桑比克海峽。面積161,405平方公里，2001年人口2,229,500人。首府圖利亞拉。下分21縣。